# Camille Van De Casteele
Camille Van De Casteele (Sint-Andries 27 juni 1902 - Brugge, 12 februari 1961) was een Belgische wielrenner. Hij was beroepsrenner van 1920 tot 1930 en van 1933 tot 1934. Van De Casteele won in de Ronde van Frankrijk 1926 de etappe naar Dijon en in de Ronde van Frankrijk 1927 de etappe naar Cherbourg. Hij had goede kansen om de Ronde van Frankrijk 1928 te winnen. Op de Tourmalet had hij een voorsprong van 34 minuten op zijn eerste achtervolger. Maar op een bevoorradingspost langs de weg kreeg hij geen voedsel aangereikt, waardoor hem een inzinking overkwam en hij die dag pas 3de werd. Hij won ook  drie keer Parijs-Duinkerke.

## Trivia
- Van De Casteele is de aangetrouwde oom van acteur Daan Hugaert. Dat maakte Hugaert bekend in het programma Vive le vélo.

## Resultaten in voornaamste wedstrijden
| Jaar | Ronde van Italië | Ronde van Frankrijk | Ronde van Spanje |
| ---- | ---------------- | ------------------- | ---------------- |
| 1921 |                  |                     |                  |
| 1922 |                  |                     |                  |
| 1924 |                  |                     |                  |
| 1925 |                  | opgave              |                  |
| 1926 |                  | 14e (1)             |                  |
| 1927 |                  | opgave (1)          |                  |
| 1928 |                  | 14e                 |                  |
| 1929 |                  | opgave              |                  |

| Jaar | Parijs-Roubaix | Luik-Bast.‑Luik | Parijs-Tours |
| ---- | -------------- | --------------- | ------------ |
| 1921 | 47e            |                 |              |
| 1922 |                | 8e              |              |
| 1924 | 44e            |                 | 21e          |
| 1925 |                |                 |              |
| 1926 | 9e             |                 | 23e          |
| 1927 | 56e            |                 |              |
| 1928 | 45e            |                 | 15e          |
| 1929 |                |                 |              |